# Assemblage domino

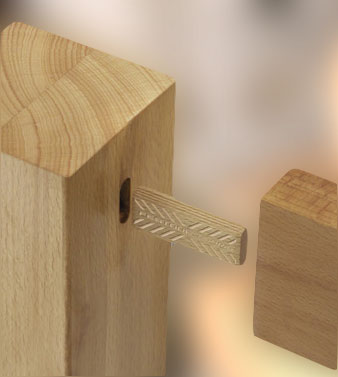
Vue éclatée d'un assemblage à domino.

Le domino ou faux tenon est un système d'assemblage par tenon et mortaise utilisé en menuiserie. Il est généralement fabriqué dans un bois dur comme le chêne ou le hêtre.

## Histoire
Le domino a été inventé en 2005 par Vitus Rommel, menuisier allemand et développeur de produit pour la marque Festool.

## Taille de dominos
Il existe différentes tailles de domino pour le domaine de l'ameublement et pour les travaux de charpente.

### Dominos pour l'ameublement
Les tailles de dominos pour l'ameublement sont :
- 4 x 20 mm ;
- 5 x 30 mm ;
- 6 x 40 mm ;
- 8 x 40 mm ;
- 8 x 50 mm ;
- 8 x 80 mm ;
- 10 x 50 mm[3].

### Dominos pour la charpente
Les tailles de dominos pour la charpente sont :
- 10 x 80 mm ;
- 10 x 100 mm ;
- 12 x 100 mm ;
- 12 x 140 mm ;
- 14 x 100 mm ;
- 14 x 140 mm.

## Fraiseuse

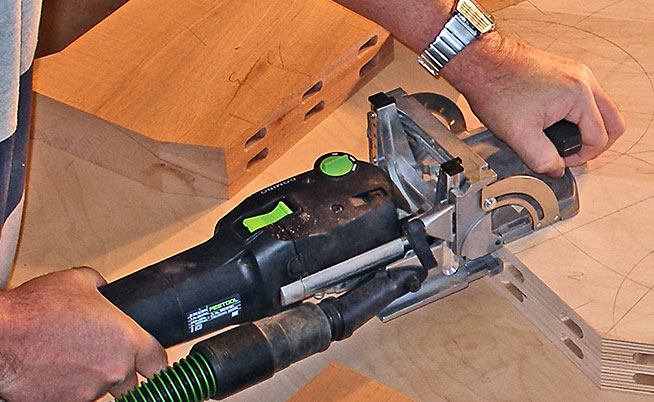
Fraiseuse à domino.

La fraiseuse à domino est une machine-outil portative. Elle est équipée d'une fraise pouvant réaliser simultanément un mouvement de rotation et un mouvement rectiligne. La fraise peut avoir un diamètre de 4, 5, 6, 8, 10, 12 ou 14 millimètres.